# パーヴェル・ミシチェンコ
パーヴェル（パウロ）・イヴァノヴィチ・ミシチェンコ（ロシア語: Павел Иванович Мищенко, ウクライナ語: Павло Іванович Міщенко, 1853年1月22日 - 1918年）は、ロシア帝国の軍人。ウクライナ人。砲兵大将、侍従武官長。日露戦争に従軍。

## 生涯
ダゲスタンのテミル・ハーン・シュラ出身。1871年、第1パヴロフ（パーヴェル）軍事学校を卒業し、砲兵旅団に配属。1873年のヒヴァ・ハン国への遠征と1877年の露土戦争に従軍。第2擲弾砲兵旅団の中隊を指揮。1899年、東清鉄道警備隊長補佐官。義和団の乱時、東清鉄道南部課長として活躍し、四等聖ゲオルギー勲章を授与された。1901年6月-1902年3月、関東州の第39歩兵師団第1旅団長。
1903年3月から独立ザカスピ・コサック旅団長となり、日露戦争に従軍。沙河会戦、黒溝台会戦で活躍し、ロシア軍最良の騎兵指揮官との評判を得た。1905年2月17日からウラル・ザバイカル混成コサック師団長。同年8月30日、極東総司令官の管轄下に置かれる。金製の武器を授与された。

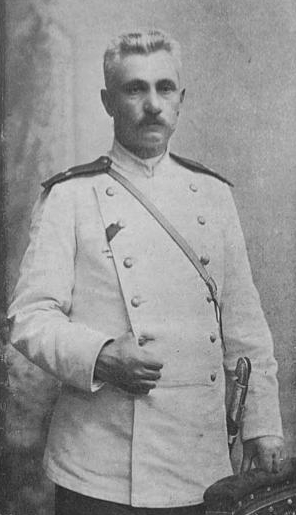
満州でのミシチェンコ(1900年)

1906年9月から第11カフカーズ軍団長。1908年5月-1909年3月、トルキスタン総督、トルキスタン軍管区司令官。1911年2月からドン・コサック軍のナカズノーイ・アタマン。1912年9月、カフカース軍管区に配属。
第一次世界大戦開戦当初、軍団長V.イルマイオフに代わって第2カフカーズ軍団を指揮。1915年3月、南西戦線の第31軍団長。二月革命後の高級指揮官粛清時、軍団長を罷免され、1917年4月、病気を理由に退役させられた。その後も常に階級章と勲章を身につけていた。ボリシェヴィキがミシチェンコの家に押し入り、階級章と勲章を剥ぎ取られたとき、彼は拳銃自殺した。